# Ківерцівська районна рада
Кі́верцівська райо́нна ра́да — орган місцевого самоврядування колишнього Ківерцівського району Волинської області. Розміщувалася у місті Ківерці, котре було адміністративним центром Ківерцівського району.

## VII скликання

### Склад ради
Загальний склад ради: 34 депутати.
Виборчий бар'єр на чергових місцевих виборах 2015 року 25 жовтня 2015 року подолали місцеві організації семи політичних партій. Було обрано 34 депутати; в розрізі політичних партій: УКРОП, БПП «Солідарність» та Всеукраїнське об'єднання «Батьківщина» — по 7, Радикальна партія Олега Ляшка та «Громадянська позиція» — по 4, Всеукраїнське об'єднання «Свобода» — 3, Аграрна партія України — 2 депутати.
В районній раді створено п'ять постійних депутатських комісій:
- з питань освіти, культури, молоді, спорту, сім’ї, охорони здоров’я та соціального захисту населення;
- з питань депутатської діяльності та етики, дотримання прав людини, свободи совісті, законності, обороноздатності та  боротьби із злочинністю;
- з питань промисловості, транспорту, зв’язку, будівництва, торгівлі, побуту та розвитку об’єктів спільної власності територіальних громад сіл, селищ і міста району;
- з питань сільського господарства, земельних відносин, екології,охорони навколишнього природного середовища;
- з питань планування, бюджету, фінансів та інвестицій.

### Керівний склад
В грудні 2015 року, на другій сесії Ківерцівської районної ради VII скликання, головою районної ради обрано депутата від УКРОПу Григорія Недопада. Обрати голову депутати змогли з другої спроби, позаяк результати перших виборів були оскаржені в суді одним з кандидатів на голову ради.
Григорій Недопад в квітні 2017 року склав повноваження голови ради.
18 травня 2017 року було обрано чергового голову районної ради — УКРОПівця Василя Хмілевського.
В серпні 2018 року голова ради Василь Хмілевський склав депутатські повноваження за власним бажанням.
29 грудня 2018 року, на позачерговій сесії районної ради, головою ради обрали депутата від УКРОПу Олександра Гурського.

## Колишні голови ради
- Манько Андрій Іванович — 2006—2010 роки
- Недопад Григорій Вікторович — 2015—2017 роки
- Хмілевський Василь Васильович — 2017—2018 роки